# Gli innamorati sono sempre soli/Senza fine
Non hai ieri, non hai domani

Tutto è ormai nelle tue mani
Mani grandi, mani senza fine»
Gli innamorati sono sempre soli/Senza fine è un singolo del cantautore genovese Gino Paoli pubblicato nel 1961 dalla Dischi Ricordi.

## Il disco
Entrambi i brani sono contenuti nell'album Gino Paoli, album di esordio del cantautore.
Il disco è stato pubblicato con la copertina bianca con il nome di Gino Paoli al centro scritto in rosso e con una sovracoperta bianca con alcuni cuori disposti in verticale, il tutto curato da Daniele Usellini.
Entrambe le canzoni sono scritte e firmate da Paoli; gli arrangiamenti sono curati da Gian Franco Reverberi.
Questo 45 giri, spinto indubbiamente dal lato B, entrò in classifica il 23 settembre 1961 alla settima posizione, salendo alla quinta posizione la settimana seguente, ed in totale il singolo rimase fra le top ten per quattro settimane.

### Gli innamorati sono sempre soli
Canzone d'amore tra le più note di Paoli (è stata riproposta in varie antologie), il testo descrive il fatto che gli innamorati, se sono insieme, sono sempre da soli anche in mezzo alla gente.

### Senza fine
Senza fine fu scritta da Paoli, ispirato dalla collega Ornella Vanoni, con la quale egli all'epoca aveva una relazione.
La Vanoni fu la prima a registrare Senza fine ed a pubblicarla nel 45 giri Senza fine/Se qualcuno ti dirà a settembre 1961: la Ricordi, alla quale la Vanoni era legata contrattualmente, voleva rilanciare la cantante con una nuova immagine sexy, staccandola da quella precedente di cantante della mala.
Senza fine è basata su un giro iniziale di Mi bemolle, introdotto da una fisarmonica e da una sezione di archi. La canzone si sviluppa su una base di valzer di stile francese. La canzone ha la peculiarità di terminare sfumando, a differenza della maggior parte dei brani di quel periodo.
La versione del brano incisa da Gino Paoli sull'album era accompagnata solo dal pianoforte.
Tuttavia, dopo il successo che ebbe il singolo inciso da Ornella Vanoni, che era costruito su un arrangiamento più elaborato, la Ricordi decise che anche la versione di Gino Paoli avrebbe avuto lo stesso arrangiamento. , e questa è la versione presente sul lato B del 45 giri.

#### Il successo
Senza fine nella versione di Ornella Vanoni riuscì a scalare la classifica dei singoli più venduti in Italia arrivando fino alla decima posizione. Sulla scia del successo del singolo della Vanoni, il singolo di Gino Paoli entrò in classifica il 23 settembre 1961 alla settima posizione, salendo alla quinta posizione la settimana seguente, ed in totale il singolo rimase fra le top ten per quattro settimane. Alla fine dell'anno la versione di Gino Paoli risultò essere stata l'ottantacinquesimo disco più venduto, mentre quella della Vanoni il cinquantaseiesimo.

#### Cover
Senza fine è stata oggetto di numerosissime cover nel corso degli anni, fra le quali si ricordano quelle di Miranda Martino, Dean Martin, Jula de Palma, Xavier Cugat, Peggy Lee, Wes Montgomery, Amanda Lear, Mike Patton. Nel 1965 Connie Francis ne registrò una cover in lingua inglese dal titolo The Phoenix of Love, per il film del 1965 Il volo della fenice, della quale anche Ornella Vanoni registrò una versione. Senza fine viene suonata nel film del 1972 Che cosa è successo tra mio padre e tua madre? di Billy Wilder e compare anche nel film horror del 2002 Nave fantasma, interpretato dalla cantante Monica Mancini, anche se nella pellicola a cantare il brano è il personaggio interpretato da Francesca Rettondini. Nel 2003 il cantante italiano Jimmy, ex concorrente del talent show Operazione trionfo, ha pubblicato una cover di Senza fine giunta fino alla posizione 57 della classifica dei singoli più venduti in Italia. Nel 2014 Chiara Civello incide una cover del brano per il suo album Canzoni. Nel 2015 il crooner italiano Matteo Brancaleoni incide in duetto con la giovane cantante Stephanya (The Voice of Italy) una nuova versione bossa nova nel suo album Made In Italy.